# Непрощенний (фільм, 2018)
«Непрощений» — російський драматичний фільм режисера Саріка Андреасяна про авіакатастрофу над Боденським озером. Головну роль зіграв Дмитро Нагієв.
Прем'єра фільму в Росії відбулася 27 вересня 2018 року.

## Сюжет
Віталій Калоєв — архітектор у Москві. Він живе у великому будинку з дружиною Світланою та двома дітьми, Костянтином та Діаною. Коли він повертається додому, вони разом проводять вечір і, поклавши дітей на ліжко, Віталій розповідає Світлані, що йому запропонували провести проект у Барселоні і він приймає рішення поїхати туди без сім'ї. На прощання він дає сину Костянтину нові шахові фігури, а Діані – намисто з перлин. Його брат Юрій везе Віталія до аеропорту.
Через рік Віталій просить Світлану та дітей приїхати на канікули до Іспанії і вона погоджується. Світлана встигає придбати квитки на найближчий рейс. Їх мандрівка починається разом з декількома школярами. Віталій чекає на свою родину в аеропорту Барселони, але виявляється, що літак авіакомпанії Башкирські авіалінії рейс 2937, яким летіла його сім'я, зіткнувся в повітрі з літаком DHL над небом німецького міста Юберлінген. Пітер Нільсен, контролер Skyguide, одночасно працював на двох різних екранах, і йому довелося переходити від одного до іншого, бо його колега пішов на перерву.
Віталій купує квиток і вилітає в Юберлінген. Незабаром він приїжджає на місце аварії, там працюють рятувальники і він долучається до пошуків. Віталій знаходить перлину з намиста, яке він дав своїй доньці, перш ніж він пішов. Потім він знаходить саме намисто, а потім й тіло дочки. Він хапає її і кричить. Пізніше, він знаходить тіло Світлани.
Через місяць Віталій повертається до Москви і Юрій, разом із їх сестрою Зоєю, допомагають йому після втрати своєї родини. Він відвідує кладовище, на якому поховані його дружина та діти, кладе квіти поруч із могилою. Віталій продовжує спостерігати за новинами, щоб з'ясувати, що сталося, а одного разу чує ім'я Пітера Нільсена, Віталій пише його прізвище і вирішує зустрітися з ним. Після консультації з президентом Skyguide Аліном Росьє, Віталію відмовлено зустріти з Пітером. Компанія пропонує компенсацію, але він каже, що єдине, чого він хоче — це вибачень компанії за вбивство його сім'ї.
Не отримавши вибачень і тепер будучи одержимим пошуком когось винного у смерті дружини та дітей, Віталій відправляється на пошуки Нільсена до Цюриха. Йому вдається знайти його будинок, і Віталій навідується до Петра, показує фотографію своєї дружини та дітей і наполягає на вибаченнях (раніше Петро заявив, що не вибачиться, поки суд не скаже що він винен). Натомість Нельсон наказує Віталію покинути його дім, виштовхуючи фоторафію Віталія на землю. Розлючений Віталій витягує з кишені швейцарський ніж і завдає Петру кількох ударів, після яких останній помирає. Віталій повертається до готелю і згодом його заарештовує поліція. Його направляють до суду, де він говорить, що не хотів убивати Петра, але і не заперечує, що він це зробив. Віталія саджають до в'язниці на два роки.
Після звільнення, Віталій повертається до Москви. В момент, коли він прибуває в аеропорт, його оточує купа людей і преси, вони шанують його як героя. Повертаючись додому, Віталій знову відвідує могилу його родини.
Через півтора року він знаходить маленьке кошеня поза своїм будинком. Він бере його на руки і дивиться у небо.
В титрах було сказано, що чотири співробітники SkyGuide були оштрафовані та засуджені до умовного строку, а Калоєв повернувся до будівництва, але наразі вже вийшов на пенсію і що він все ще приносить квіти до могили своєї сім'ї щодня.

## В ролях
- Дмитро Нагієв — Віталій Калоєв
- Марджан Аветісян — Світлана Калоєва, дружина Віталія
- Роза Хайрулліна — Зоя, сестра Віталія
- Самвел Мужикян — Юрій, брат Віталія
- Михайло Горевий — Володимир Савчук
- Андрюс Паулавичюс — Петер Нільсен
- Ірина Безрукова — співробітниця аеропорту
- Карина Каграманян — Діана Калоєва, дочка Віталія
- Артем Шкляев — Костя Калоєв, син Віталія
- Вадим Цаллаті
- Себастьян Сисак — Станіслас
- Мікаел Джанібекян
- Лисавета Сахнова — журналістка
- Павло Савінов — іспанець в аеропорту
- Олів'є Сіу — Аллан Росье

## Знімальна група
- Автори сценарію — Олексій Гравицкий, Сергій Волков, Меттью Джейкобс
- Режисер-постановник — Сарик Андреасян
- Оператор-постановник — Морад Абдель Фаттах
- Художник-постановник — Давид Дадунашвили
- Художник по костюмах — Гульнара Шахмилова
- Художник по гриму — Ваховська Олена
- Декоратор — Михайло Волчек
- Забудовник — Андрій Кампернаус
- Асистенти за реквізитом — Андрій Іванов і Ксенія Іванова
- Композитор — Марк Добрский
- Режисер монтажу — Георгій Ісаакян
- Звукорежисер — Василь Крачковський
- Звукорежисер на майданчику — Сергій Бубенко
- Мовленнєвий озвучення — Антон Семенов і Антон Просвітів
- Другий режисер на майданчику — Франклін О'Коннор
- Другі режисери з планування — Ольга Селезньова і Марія Лібова
- Кастинг-директор — Юлія Жаркова
- Другі оператори — Роберт Саруханян, Дуглас Мачабелі
- Оператори steadicam — Сергій Авдоніної, Олександр Вдовенко, Анатолій Сімченко, Дмитро Бутенко
- Бригадири освітлювачів — Андрій Абрамов і Олексій Смирнов
- Операторський кран — Едуард Меєрович
- Пайовик — Владислав Тавакалов
- Фільм про фільм — Денис Данилов і Ілля Глечиків
- Редактори — Андрій Гаврилов та Євген Віхарєв
- Продюсер постпродакшн — Ольга Акатьєва
- Локейшн-менеджер — Ірина Ємельянова
- Директори картини — Кирило Рязанцев і Артем Суджян
- Музичний продюсер — Арташес Андреасян
- Виконавчий продюсер — Семен Щербович-Вечір
- Спів-продюсери — Олексій Рязанцев, Леонід Леві, Володимир Маслов
- Продюсери — Сарік Андреасян, Гевонд Андреасян, Армен Ананікян

## Критика
Фільм отримав середні оцінки кінокритиків. На сайті Megacritic у нього 5,5 балів з 10 за даними 15 рецензій. Оглядач сайту InterMedia Павло Соломатін так охарактеризував картину:
|  | З графоманським настроєм вони описують побут і страждання головного героя, цілеспрямовано видавлюючи з глядачів максимум сліз, і не менш завзято піднімаючи абсолютно нецікаві в даному контексті питання. |

## Нагороди
- 2018 — Перший відкритий фестиваль популярних кіножанрів «Хрустальный источникъ» (Єсентуки)[9]:
  - Приз «За кращу чоловічу роль» (Дмитро Нагієв)
  - Приз преси
  - Приз глядацьких симпатій